# Boston-Marathon 1995
Der Boston-Marathon 1995 war die 99. Ausgabe der jährlich stattfindenden Laufveranstaltung in Boston, Vereinigte Staaten. Der Marathon fand am 17. April 1995 statt.
Bei den Männern gewann Cosmas Ndeti in 2:09:22 h und bei den Frauen Uta Pippig in 2:25:11 h.

## Ergebnisse

### Männer
| Platz | Athlet               | Land      | Zeit (h) |
| ----- | -------------------- | --------- | -------- |
| 01    | Cosmas Ndeti         | Kenia     | 2:09:22  |
| 02    | Moses Tanui          | Kenia     | 2:10:22  |
| 03    | Luíz Dos Santos      | Brasilien | 2:11:02  |
| 04    | Lameck Aguta         | Kenia     | 2:11:03  |
| 05    | Paul Yego            | Kenia     | 2:11:13  |
| 06    | Alberto Juzdado      | Spanien   | 2:12:04  |
| 07    | Kim Jae-ryong        | Südkorea  | 2:12:15  |
| 08    | Sam Nyangincha       | Kenia     | 2:12:16  |
| 09    | Gilbert Rutto        | Kenia     | 2:12:25  |
| 10    | Thabiso Paul Moqhali | Lesotho   | 2:12:56  |

### Frauen
| Platz | Athletin           | Land                   | Zeit (h) |
| ----- | ------------------ | ---------------------- | -------- |
| 01    | Uta Pippig         | Deutschland            | 2:25:11  |
| 02    | Elana Meyer        | Südafrika              | 2:26:51  |
| 03    | Madina Biktagirowa | Belarus                | 2:29:00  |
| 04    | Franziska Moser    | Schweiz                | 2:29:35  |
| 05    | Yvonne Danson      | Vereinigtes Königreich | 2:30:53  |
| 06    | Yoshiko Yamamoto   | Japan                  | 2:31:39  |
| 07    | Mari Tanigawa      | Japan                  | 2:31:48  |
| 08    | Susan Mahoney      | Australien             | 2:33:07  |
| 09    | Tegla Loroupe      | Kenia                  | 2:33:10  |
| 10    | Martha Tenorio     | Ecuador                | 2:33:34  |